# サンディ・ダンカン
サンディ・ダンカン（Sandra Kay "Sandy" Duncan、1946年2月20日 - ）は、アメリカ合衆国のテレビ・舞台女優、声優、歌手、ダンサー、コメディアン。1971年に米国内でオンエアーされたのち、日本でも放送されたテレビドラマ『すてきなサンディー』（原題: Funny Face）の主役として知られる。

## 来歴
テキサス州ヘンダーソン郡に生まれる。米国のテレビではCM出演などのコミカルな役を経て、「キュートでおちゃめな女の子」として好感度を上げると、数多くのコメディ番組に出演するようになる。しかし不運にも、眼球後方に腫瘍ができ視神経を損傷した結果、左目の視力を失う。2番目の夫であるトーマス・カルカテラは、UCLAメディカルセンター頭頸部外科の勤務医、同大学医学部外科教授であり、腫瘍の摘出手術などの診療をきっかけに知り合っている。
その後は、1979年にミュージカル『ピーター・パン』のピーター・パン役で、1990年代には『シカゴ』のロキシー役で好評を博すなど、ブロードウェイを中心にマルチタレントとして活躍した。
なお、視力を失ったことで、左目が義眼ではないかとまことしやかに噂されているが、事実とは異なり都市伝説に過ぎない。

## 主な出演作品

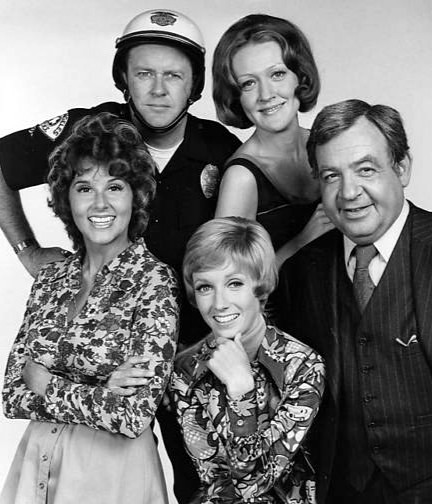
『The Sandy Duncan Show』1972年

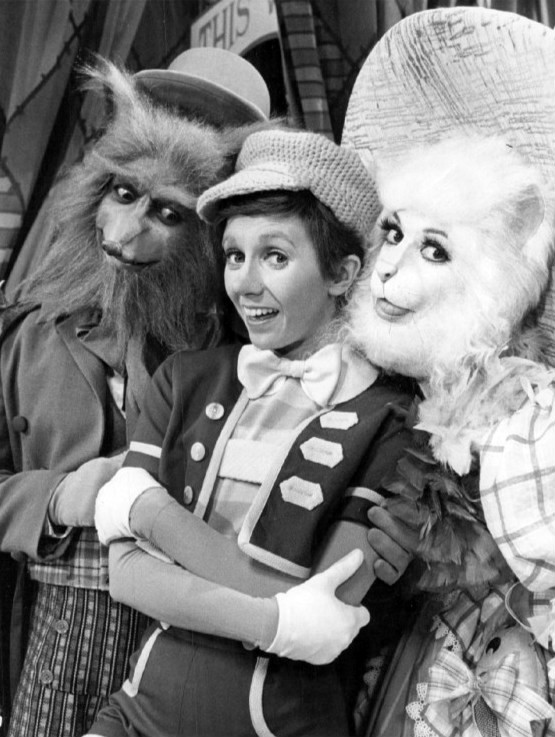
TVミュージカル『ピノキオ』1976年

### テレビ
- ボナンザ（1971年）
- すてきなサンディー（英語版）（1971年）
  - The Sandy Duncan Show（1972年） - Funny Faceより改題
- The New Scooby-Doo Movies（1972年）
- 地上最強の美女バイオニック・ジェミー（1976年）
- ピノキオ（1976年）
- 600万ドルの男（1976年）
- マペット・ショー（1976年）
- ルーツ（1977年）
- ラブ・ボート（英語版）（1977年）
- The Hogan Family（1987年 - 1991年）
- アルフ（1988年）
- バーニー&フレンズ（1992年）
- ロー&オーダー（1995年）
- LAW & ORDER:性犯罪特捜班（2014年）

### 映画
- あひる大旋風（1971年）
- スペースキャット（1978年）

### アニメ
- きつねと猟犬（1981年）
- 子猫になった少年（1991年）
- スワン・プリンセス/白鳥の湖（1994年）